# Dél-vietnámi đồng
1953 és 1978. május 2. között a đồng volt Dél-Vietnám hivatalos pénzneme. 1 đồng 100 xuval, más írásmódban suval volt egyenértékű.

## Első đồng, 1953–1975

### Története
1953-ban az Institut d'Emission des Etats du Cambodge, du Laos et du Vietnam (Vietnámi, Kambodzsai és Laoszi Pénzkibocsátó Intézet) vietnámi részlege olyan pénzeket hozott forgalomba, melynek értéke fel volt tüntetve francia indokínai piaszterben és đồngban is. Ugyanekkor az Intézet másik két részlege hasonlóan járt el a kambodzsai riel és a laoszi kip esetében is. A đồng Vietnámnak a kommunista erők által meg nem szállt részén volt hivatalos fizetőeszköz. Ez a terület Dél-Vietnámra korlátozódott. Suban denominált érméket 1953-ban hoztak forgalomba. 1955-ben a Vietnámi Nemzeti Bank valódi, csak đồngban denominált, független bankjegyeket hozott forgalomba.

### Érmék
1953-ban, 10, 20 és 50 su értékű érméket hoztak forgalomba. 1960-ban ehhez a sorozathoz jött még hozzá az 1 đồng érme, amit 1964-ben a 10, majd 1966-ban az 5 đồng értékű fémpénz követett. 1968-ban a 20 đồng címletű érme még forgalomba került, de ezt az 1975-ben bevezetett 50 đồng értékű érme a dél-vietnámi kormány bukása miatt már nem élhette meg. A jelentések szerint ezen érmék nagy részén ócskavasként adtak túl, és nagyon ritka manapság ez az érme. A kibocsátott érméket a következő öt sorozatba lehet sorolni:
| Első sorozat | Első sorozat | Első sorozat | Első sorozat                                  | Első sorozat              | Első sorozat |
| Érték        | Átmérő       | Alapanyag    | Előoldal                                      | Hátoldal                  | Verés éve    |
| ------------ | ------------ | ------------ | --------------------------------------------- | ------------------------- | ------------ |
| 10 su        | 23 mm        | Alumínium    | Három nő, "Quốc gia Việt Nam" (Vietnám Állam) | rizsültetvény, "Việt Nam" | 1953         |
| 20 su        | 27 mm        | Alumínium    | Három nő, "Quốc gia Việt Nam" (Vietnám Állam) | rizsültetvény, "Việt Nam" | 1953         |
| 50 xu        | 30 mm        | Alumínium    | Három nő, "Quốc gia Việt Nam" (Vietnám Állam) | Két sárkány, "Việt Nam"   | 1953         |

| Második sorozat | Második sorozat | Második sorozat | Második sorozat                                           | Második sorozat | Második sorozat |
| Érték           | Átmérő          | Alapanyag       | Előoldal                                                  | Hátoldal        | Verés éve       |
| --------------- | --------------- | --------------- | --------------------------------------------------------- | --------------- | --------------- |
| 50 su           | 30 mm           | Alumínium       | Ngô Đình Diệm, "Việt Nam Cộng Hòa" (Vietnámi Köztársaság) | bambusz         | 1960            |
| 1 đồng          | 23 mm           | Kupronikkel     | Ngô Đình Diệm, "Việt Nam Cộng Hòa" (Vietnámi Köztársaság) | bambusz         | 1960            |

| Harmadik sorozat | Harmadik sorozat                     | Harmadik sorozat | Harmadik sorozat                                          | Harmadik sorozat                                                     | Harmadik sorozat |
| Érték            | Átmérő                               | Alapanyag        | Előoldal                                                  | Hátoldal                                                             | Verés éve        |
| ---------------- | ------------------------------------ | ---------------- | --------------------------------------------------------- | -------------------------------------------------------------------- | ---------------- |
| 50 xu            | 30 mm                                | Alumínium        | Ngô Đình Diệm, "Việt Nam Cộng Hòa" (Vietnámi Köztársaság) | bambusz                                                              | 1963             |
| 1 đồng           | 23 mm                                | kupronikkel      | "Việt Nam Cộng Hòa", érték                                | rizsültetvény                                                        | 1964             |
| 5 đồng           | 25 mm (hosszabb oldala) kagyló alakú | kupronikkel      | "Việt Nam Cộng Hòa", érték                                | rizsültetvény, "Ngân Hàng Quốc gia Việt Nam" (Vietnámi Nemzeti Bank) | 1966             |
| 10 đồng          | 26 mm                                | kupronikkel      | "Việt Nam Cộng Hòa", érték                                | rizsültetvény                                                        | 1964             |

| Negyedik sorozat | Negyedik sorozat                             | Negyedik sorozat                | Negyedik sorozat           | Negyedik sorozat                                                     | Negyedik sorozat |
| Érték            | Átmérő                                       | Alapanyag                       | Előoldal                   | Hátoldal                                                             | Verés éve        |
| ---------------- | -------------------------------------------- | ------------------------------- | -------------------------- | -------------------------------------------------------------------- | ---------------- |
| 1 đồng           | 23 mm                                        | Nikkel bevonattal ellátott acél | "Việt Nam Cộng Hòa", érték | rizsültetvény                                                        | 1971             |
| 5 đồng           | 25 mm (hosszabbik oldala) kagyló alakú       | Nikkel bevonattal ellátott acél | "Việt Nam Cộng Hòa", érték | rizsültetvény, "Ngân Hàng Quốc gia Việt Nam" (Vietnámi Nemzeti Bank) | 1971             |
| 10 đồng          | 26 mm                                        | Nikkel bevonattal ellátott acél | "Việt Nam Cộng Hòa", érték | rizsültetvény                                                        | 1968, 70         |
| 20 đồng          | 30 mm (hosszabbik oldala) tizenkétszög alakú | Nikkel bevonattal ellátott acél | "Việt Nam Cộng Hòa", érték | Földműves, "Ngân Hàng Quốc gia Việt Nam"                             | 1968             |

| Ötödik (FAO) sorozat | Ötödik (FAO) sorozat          | Ötödik (FAO) sorozat    | Ötödik (FAO) sorozat          | Ötödik (FAO) sorozat                | Ötödik (FAO) sorozat |
| Érték                | Átmérő                        | Alapanyag               | Előoldal                      | Hátoldal                            | Verés éve            |
| -------------------- | ----------------------------- | ----------------------- | ----------------------------- | ----------------------------------- | -------------------- |
| 1 đồng               | 23 mm                         | Alumínium               | "Việt Nam Cộng Hòa", érték    | rizsültetvény, a program jelmondata | 1971                 |
| 10 đồng              | 26 mm                         | sárgarézzel bevont acél | Állami és banki jelkép, érték | Földművesek, a program jelmondata   | 1974                 |
| 20 đồng              | 30 mm (hosszabb) tizenkétszög | nikkelle bevont acél    | "Việt Nam Cộng Hòa", érték    | földműves, a program jelmondata     | 1968                 |
| 50 đồng              | 25 mm                         | nikkelle bevont acél    | állami és banki jelkép, érték | földműves, a program jelmondata     | 1975                 |

### Bankjegyek
1953-ban 1952-es dátummal az Institut d'Emission des Etats du Cambodge, du Laos et du Vietnam 1, 5, 10, 100 és 200 đồng névértékű bankjegyeket hozott forgalomba. 1955-ben a Vietnámi Nemzeti Bank vette át a bankjegykibocsátás monopóliumát, s ebben az évben 2 és 500 đồng, míg 1956-ban 20 és 50 đồng névértékű papírpénzeket hozott forgalomba. 1964. és 1968l. között az 50 đồng alatti névértékű papírpénzek helyét fémpénzek vették át. 1971-ben bevezették az 1000 đồngos bankjegyet. Az állandósuló infláció hatására 1975-ben nekiláttak az 5000 és 10.000 đồng névértékű bankók nyomásának, de az 1975-ös kommunista győzelem miatt ezek már nem kerültek forgalomba.
| Dátum     | Névértékek                       |
| --------- | -------------------------------- |
| 1952-1953 | 1, 5, 10, 100, 200 đồng          |
| 1955-1958 | 1, 5, 10, 20, 100, 200, 500 đồng |
| 1955-1962 | 1, 2, 5, 10, 20, 50, 200 đồng    |
| 1962-1966 | 1, 20, 50, 100, 500 đồng         |
| 1966      | 100, 200, 500 đồng               |
| 1969-1971 | 20, 50, 100, 200, 500, 1000 đồng |
| 1972      | 50, 100, 200, 500, 1000 đồng     |

## Második (felszabadulási) đồng, 1975–1978
Miután Észak-Vietnám győzelmet aratott Dél-Vietnám felett, az első đồng helyét új pénz vette át, amit "felszabadulási đồng" néven ismertek meg. 1 felszabadulási dồng 500 első đồngot ért 1975. szeptember 22-én. A felszabadulási đồng 1978. május 2-ig maradt forgalomban. A két Vietnám ekkor egyesült, s a felszabadulási đồng helyét az új vietnámi đồng vette át. 1 új đồng 0,8 régebbi đồngot ért.

## Érmék
1, 2 és 5 xu névértékben bocsátottak ki fémpénzeket. Mindegyik lyukas alumíniumkör volt, melyet hivatalosan a Vietnámi Nemzeti Bank hozott forgalomba. A 2 xu érmén 1975-ös kibocsátási dátumot tüntettek fel. A többi érmén nem jelölték a verés évét, de Krause & Mishler szerint ezeket 1976-ban verték.

### Bankjegyek
A Vietnámi Bank 10, 20 és 50 xu, 1, 2, 5, 10 és 50 đồng névértékű bankjegyeket hozott forgalomba. Mind 1966-os dátumú.

## Külső hivatkozások
- Art-Hanoi – Coins of South Vietnam
- Art-Hanoi – Paper Money of South Vietnam
- Saigon Black Market Exchange Rates 1955-1975